# Delta Coronae Borealis
δ Coronae Borealis (Delta Coronae Borealis, kurz δ CrB) ist ein veränderlicher Stern im Sternbild Nördliche Krone.
Der Stern liegt 51 Parsec (167 Lichtjahre) von der Sonne entfernt und besitzt eine mittlere scheinbare Helligkeit von 4,63 mag. Es handelt sich um einen gelben Riesenstern mit dem Spektraltyp G3,5. Er besitzt die 2,4-fache Masse, den 7,4-fachen Radius und die 35-fache Leuchtkraft der Sonne.
δ Coronae Borealis ist zudem ein rotationsveränderlicher Stern. Die Rotationsperiode, die zugleich der Periode des Lichtwechsels entspricht, beträgt rund 59 Tage. Auf der Oberfläche des chromosphärisch aktiven Sterns bilden sich Sternflecken, welche durch die Drehung des Sterns um seine eigene Achse zu uns zu- und von uns abgewandt werden. Hierdurch werden Helligkeitsschwankungen mit einer Amplitude von etwa 0,04 mag bis 0,06 mag hervorgerufen. Abhängig von der chromosphärischen Aktivität und dem Ausmaß der Sternflecken kann sich die Amplitude ändern. Bei niedriger Aktivität kann dies auch zu Phasen ohne nennenswerte Veränderlichkeit führen.